# 107.ª Brigada de Artillería de Cohetes
«107.ª Brigada de Artillería de Cohetes» : Es una brigada de lanzacohetes de las Fuerzas Terrestres de Ucrania, estacionada en Kremenchuk. Se formó a partir de una reorganización del anterior 107.º Regimiento de Artillería de cohetes, que a su vez se formó a partir de la 107.ª Brigada de Cohetes.  Ahora es parte del Comando Operacional Este.

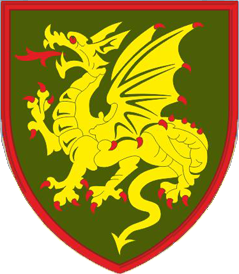
Insignia de la 107.ª Brigada de Artillería de Cohetes

## Historia
La brigada tiene su linaje hasta la 67.ª Brigada de Artillería de Obús del Ejército Rojo, formada el 16 de diciembre de 1942 cerca de Moscú. En mayo de 1943 había completado su entrenamiento y estaba armado con el obús M1938 (M-30) de 122 mm. La brigada luchó cerca de Leningrado y en Ucrania, Moldavia, Rumania y Hungría. La brigada terminó la guerra en Austria. Durante la guerra, la brigada recibió diecisiete agradecimientos de Stalin. La brigada recibió el título honorífico de "Leningrado" y recibió la Orden de Kutúzov de segunda clase.
Después de la guerra, la brigada tenía su base en Ucrania y Hungría. La brigada tuvo su base sucesivamente en Dnipró, Bila Tserkva y Kiev. Posteriormente se trasladó a Kremenchuk. 
La 107.ª Brigada de Cohetes se activó en octubre de 1967 en Kremenchuk con el 6.º Ejército de Tanques de la Guardia. Estaba equipado con misiles balísticos tácticos R-11 Zemlya y R-17 Elbrus. Incluía el 661.º y otros dos batallones de misiles separados, así como una batería técnica. Durante la década de 1980, estuvo ubicado junto a una brigada de cohetes de movilización. En enero de 1992 pasó a manos de Ucrania.
La brigada recibió el Tochka-U en 2003. En 2005, la brigada se convirtió en regimiento y fue reequipada con el 9K58 Smerch. En 2008, el regimiento recibió el título honorífico "Kremenchuk".
El 18 de noviembre de 2015, los honoríficos de la "Orden de Kutuzov de Leningrado" del regimiento fueron eliminados como parte de una eliminación de premios y condecoraciones soviéticas en todas las Fuerzas Armadas de Ucrania. El 1 de enero de 2019, el regimiento fue reorganizado como brigada.

### Guerra Ruso-Ucraniana
Durante la Contraofensiva ucraniana de 2023, la brigada ha estado involucrada en la Campaña de Ucrania meridional en la dirección del Óblast de Zaporiyia .

## Estructura
A partir de 2023, la estructura de la brigada es la siguiente:
107.a Brigada de Artillería de Cohetes de Kremenchuk, Kremenchuk
- Brigada del Cuartel General.
- 1er Batallón de Artillería (BM-30 Smerch, Vilkha, M270 MLRS).
- 2do Batallón de Artillería (BM-30 Smerch, Vilkha, M270 MLRS).
- 3er Batallón de Artillería (BM-30 Smerch, Vilkha, M270 MLRS).
- 4to Batallón de Artillería (BM-30 Smerch, Vilkha, M270 MLRS).
- Batallón de reconocimiento de artillería.
- Compañía de ingenieros.
- Compañía de mantenimiento.
- Compañía Logística.
- Compañía de señales.
- Compañía de radares.
- Compañía Médica.
- Compañía de Defensa Nuclear, Radiológica, Biológica y Química (NRBQ).